# Bentley B.R.1
Bentley B.R.1 (B.R. = Bentley Rotary, motor byl původně označen jako Admiralty Rotary A.R.1) byl vzduchem chlazený rotační letecký motor který zkonstruoval Walter Owen Bentley, MBE, RNAS, pozdější zakladatel firmy Bentley Motors Limited, známé výrobou sportovních automobilů.
Konstrukce motoru vznikla na základě zkušeností s rotačními devítiválci Clerget 9B a Clerget 9Bf, které poháněly stíhačky Sopwith Camel (vedle řady jiných typů motorů), s kterými ovšem v konečném výsledku měl společné jen vrtání válců 120 mm a základní koncepci (tj. v obou případech se jednalo o vzduchem chlazený hvězdicový rotační motor), tím ale veškerá podobnost končila. W. O. Bentleymu se podařilo zkonstruovat výkonnější typ motoru s menší spotřebou paliva. Motor Bentley B.R.1 se vyráběl od roku 1917, výroba byla objednána u tří firem ale nakonec byly vyráběny jen u dvou. Celkem bylo postaveno 1123 motorů Bentley B.R.1, další zakázky na stavbu 607 motorů byly stornovány.
Motor poháněl zejména proslulé stíhačky Sopwith F.1 Camel a Sopwith 2F.1 Camel, ale také část postavených cvičných strojů Avro 504K a Avro 504L. Z méně známých typů lze také uvést A.D.1 Navyplane.

## Technická data (150 hp Bentley B.R.1)
- Typ: letecký motor, čtyřdobý zážehový vzduchem chlazený hvězdicový rotační devítiválec s atmosférickým plněním.
- Vrtání válce: 120 mm
- Zdvih pístu: 170 mm
- Celková plocha pístů: 1018 cm²
- Zdvihový objem motoru: 17 303 cm³
- Kompresní poměr: 5,80
- Průměr motoru: 1067 mm
- Délka motoru: 1105 mm
- Rozvod: OHV, dvouventilový
- Hmotnost suchého motoru (tj. bez provozních náplní): 185 kg
- Výkony:
  - vzletový, trvalý: 158 hp (117,8 kW) při 1250 ot/min
  - maximální: 160 hp (119,3 kW) při 1300 ot/min